# Saison 2 de Danny Fantôme
 (mai 2021).
Chronologie
Saison 1 Saison 3
Cet article présente les résumés des vingt épisodes de la deuxième saison de la série  d'animation américaine Danny Fantôme (Danny Phantom).

## Épisode 15:Mémoire effacée

### Anecdote
- Cet épisode marque la première apparition du logotype de Danny sur sa tenue qui conservera jusqu'à la fin de la série.

## Épisode 19:Le Maître de temps -1repartie
Skulker 9,9 Technus,